# Tschechischer Fußballpokal 1999/2000
Der Tschechische Fußballpokal 1999/2000 (tschechisch: Pohár ČMFS 1999/2000) war die siebte Austragung des Fußballpokalwettbewerbs der Männer des Fußballverbandes der Tschechischen Republik. Im Endspiel setzte sich Vorjahresfinalist Slovan Liberec mit 2:1 gegen den Zweitligisten SK Baník Ratíškovice durch. Der Sieger nahm am UEFA-Pokal teil.

## Modus und Termine
Am Wettbewerb nahmen in der Vorrunde 44 Mannschaften teil. Zu den 22 Gewinnern stießen in der ersten Runde weitere 74 Teams. In der zweiten Runde kamen 16 Erstligisten hinzu. In allen Runden wurde der Sieger in einem Spiel ermittelt. Bis zum Achtelfinale wurde bei unentschiedenem Ausgang nach der regulären Spielzeit von 90 Minuten ein Elfmeterschießen durchgeführt. Ab dem Viertelfinale gab es nach einem Remis eine Verlängerung von zweimal 15 Minuten und falls notwendig ein Elfmeterschießen. Das Finale fand am 10. Mai 2000 statt.
| Runde         | Datum                  | Spiele | Vereine   | Neueinstiege |
| ------------- | ---------------------- | ------ | --------- | ------------ |
| Vorrunde      |                        | 22     | 134 → 112 | 44           |
| 1. Runde      |                        | 48     | 112 → 64  | 74           |
| 2. Runde      |                        | 32     | 64 → 32   | 16           |
| 3. Runde      | 12. – 13. Oktober 1999 | 16     | 32 → 16   | –            |
| Achtelfinale  | 13. – 14. Oktober 1999 | 08     | 16 → 8    | –            |
| Viertelfinale | 12. April 2000         | 04     | 8 → 4     | –            |
| Halbfinale    | 2. – 3. Mai 2000       | 02     | 4 → 2     | –            |
| Finale        | 10. Mai 2000           | 01     | 2 → 1     | –            |
| Gesamt        |                        | 1250   |           | 1260         |

## Vorrunde

### Teilnehmende Mannschaften
35 Viertligisten, acht Fünftligisten und ein Sechstligist
| Vorrundenteilnehmer | | | |
| TJ Sokol Čižová (IV) TJ Keramika Chlumčany (IV) FK Spartak Kaplice (IV) SK Klatovy 1898 (IV) TJ Přeštice (IV) SK Strakonice 1908 (IV) FC Patenidis Motorlet Prag (IV) FK Tábor (IV) FK Tachov (IV) FK Tatran Kadaň (IV) FK Meteor Louny (IV) | TJ ČZU Prag (IV) SK Štěti (IV) FK Lučan Žatec (IV) SK Bělá pod Bezdězem (IV) SK Český Brod (IV) PFC Český Dub (IV) FK Agria Choceň (IV) FC Olympia Hradec Královéc (IV) SK Holice (IV) FC Slovan Pardubice (IV) SK Viktoria Sibřina (IV) | FK Česká Třebová (IV) ČAFC Židenice Brünn (IV) FC Dosta Bystrc-Kníničky (IV) TJ Dolní Němčí (IV) SK Slavkov u Brna (IV) FK Refotal Albrechtice (IV) FC Slavoj Bruntál (IV) FK Bystřice pod Hostýnem (IV) SK Dětmarovice (IV) SK Kravaře (IV) FK Krnov (IV) | TJ Valašské Meziříčí (IV) TJ Pramet Šumperk (IV) SK Černolice (V) FC Sparta Brünn (V) SK HS Hradčovice (V) TJ Jiskra Heřmanův Městec (V) TJ Lokomotiva Petrovice (V) FK Rokycany (V) Spartak MAS Sezimovo Ústí (V) FK Velké Hamry (V) FK Stomix Žulová (VI) |
| IV = Divize • V = Krajský přebor • VI = I. A třída | | | |

### Begegnungen der Vorrunde
| Datum      |                               | Ergebnis        |                                 |
| ---------- | ----------------------------- | --------------- | ------------------------------- |
| xx.xx.1999 | SK Černolice (V)              | 0:1             | FC Patenidis Motorlet Prag (IV) |
| xx.xx.1999 | Spartak MAS Sezimovo Ústí (V) | 1:1 (5:4 i. E.) | TJ Sokol Čižová (IV)            |
| xx.xx.1999 | SK Bělá pod Bezdězem (IV)     | 2:1             | SK Štěti (IV)                   |
| xx.xx.1999 | TJ Lokomotiva Petrovice (V)   | 2:1             | SK Kravaře (IV)                 |
| xx.xx.1999 | SK Dětmarovice (IV)           | 3:1             | FK Refotal Albrechtice (IV)     |
| xx.xx.1999 | FC Slavoj Bruntál (IV)        | 5:1             | FK Krnov (IV)                   |
| xx.xx.1999 | FK Bystřice pod Hostýnem (IV) | 2:2 (3:4 i. E.) | TJ Valašské Meziříčí (IV)       |
| xx.xx.1999 | FK Meteor Louny (IV)          | 1:0             | FK Lučan Žatec (IV)             |
| xx.xx.1999 | FK Velké Hamry (V)            | 1:3             | PFC Český Dub (IV)              |
| xx.xx.1999 | FK Tachov (IV)                | 2:1             | FK Tatran Kadaň (IV)            |
| xx.xx.1999 | SK Klatovy 1898 (IV)          | 5:1             | TJ Přeštice (IV)                |
| xx.xx.1999 | FK Rokycany (V)               | 3:4             | TJ Keramika Chlumčany (IV)      |
| xx.xx.1999 | FK Stomix Žulová (VI)         | 2:1             | TJ Pramet Šumperk (IV)          |
| xx.xx.1999 | TJ Jiskra Heřmanův Městec (V) | 0:3             | FC Slovan Pardubice (IV)        |
| xx.xx.1999 | FK Spartak Kaplice (IV)       | 1:1 (4:5 i. E.) | SK Strakonice 1908 (IV)         |
| xx.xx.1999 | FK Česká Třebová (IV)         | 1:2             | FK Agria Choceň (IV)            |
| xx.xx.1999 | SK Viktoria Sibřina (IV)      | 3:2             | SK Český Brod (IV)              |
| xx.xx.1999 | FK Tábor (IV)                 | 0:5             | TJ ČZU Prag (IV)                |
| xx.xx.1999 | SK Holice (IV)                | 1:3             | FC Olympia Hradec Královéc (IV) |
| xx.xx.1999 | SK HS Hradčovice (V)          | 1:3             | TJ Dolní Němčí (IV)             |
| xx.xx.1999 | FC Sparta Brünn (V)           | 0:2             | FC Dosta Bystrc-Kníničky (IV)   |
| xx.xx.1999 | ČAFC Židenice Brünn (IV)      | 1:2             | SK Slavkov u Brna (IV)          |

## 1. Runde

### Teilnehmende Mannschaften
Die 22 Sieger der Vorrunde, die 16 Zweitligisten, 25 Drittligisten und weitere 33 Viertligisten. Insgesamt nahmen 96 Mannschaften teil.
| Fotbalová národní liga 16 Mannschaften der 2. Liga 1999/2000 | Sieger der Vorrunde die 22 Sieger der Vorrunde | weitere Teilnehmer 58 Mannschaften | weitere Teilnehmer 58 Mannschaften | weitere Teilnehmer 58 Mannschaften |
| FK VP Frýdek-Místek SC Xaverov Horní Počernice FC Karviná AFK Atlantic Lázně Bohdaneč FC MUS Most FK Mladá Boleslav TJ Spolana Neratovice FC NH Ostrava SK Tatran Poštorná SK LeRK Prostějov SK Baník Ratíškovice FC Viktoria Pilsen 1. FC SYNOT SK Železárny Třinec FC Vítkovice FC Svit Zlín | SK Bělá pod Bezdězem (IV) FC Slavoj Bruntál (IV) TJ Keramika Chlumčany (IV) FK Agria Choceň (IV) SK Dětmarovice (IV) PFC Český Dub (IV) FC Olympia Hradec Královéc (IV) SK Klatovy 1898 (IV) FC Dosta Bystrc-Kníničky (IV) FK Meteor Louny (IV) TJ Dolní Němčí (IV) TJ Valašské Meziříčí (IV) FC Slovan Pardubice (IV) TJ ČZU Prag (IV) FC Patenidis Motorlet Prag (IV) SK Viktoria Sibřina (IV) SK Slavkov u Brna (IV) SK Strakonice 1908 (IV) FK Tachov (IV) TJ Lokomotiva Petrovice (V) Spartak MAS Sezimovo Ústí (V) FK Stomix Žulová (VI) | FK Admira-Slavoj Prag (III) VT Chomutov (III) AFK Chrudim (III) FK Mogul Kolín (III) TJ Sokol Milin (III) TJ Tatran Prachatice (III) FC Sparta Krč Prag (III) FC Střížkov Praha 9 (III) AFK Sokol Semice (III) FK Jiskra Třeboň (III) TJ Karlovy Vary-Dvory (III) TJ Slovan Varnsdorf (III) FC Elseremo Brumov (III) FC MSA Dolní Benešov (III) FC Zeman Brünn (III) FK Holice 1932 (III) SK Hranice (III) Dukla Sekopt Hranice (III) FC PSJ Jihlava (III) FC Roubina Dolní Kounice (III) | FK Kunovice (III) FC VMG Kyjov (III) HFK Přerov (III) FK UNEX Uničov (III) TJ Biocel Vratimov (III) FK ARTEP Město Albrechtice (IV) 1. FC Česka Lípa (IV) 1. FC Pilsen (IV) FK Český lev Neštěmice (IV) SK Kladno (IV) FK Kaučuk Kralupy (IV) FK Litoměřice (IV) FK Chemopetrol Litvínov (IV) SK Aritma Prag (IV) SK VELA Uhelné sklady Prag (IV) SK Rakovník (IV) SK Roudnice nad Labem (IV) SK Smíchov (IV) FC Zenit Čáslav (IV) | SK Čelákovice (IV) FK OEZ Letohrad (IV) Spartak Rychnov nad Kněžnou (IV) SK Semily (IV) FK Trutnov (IV) TJ Slovan Břeclav (IV) FK Chropyně (IV) FCS Mysločovice (IV) TJ FS Napajedla (IV) 1. FC Polešovice (IV) FC TVD Slavičín (IV) FC Slušovice (IV) TJ Svitavy (IV) FC SYNOT Slovácká Slavia Uherské Hradiště (IV) TJ BOPO Třebíč (IV) SK Hanácká Slavia Kroměříž (IV) TJ Nový Jičín (IV) TJ Jiskra Rýmařov (IV) Fotbal Znojmo (IV) |
| Ligaebene in Klammern: III = ČFL bzw. MSFL • IV = Divize • V = Krajský přebor • VI = I. A třída | | | | |

### Begegnungen der 1. Runde
| Datum      |                                 | Ergebnis        |                                                |
| ---------- | ------------------------------- | --------------- | ---------------------------------------------- |
| xx.xx.1999 | FK Český lev Neštěmice (IV)     | 0:1             | FC MUS Most (II)                               |
| xx.xx.1999 | TJ Nový Jičín (IV)              | 0:1             | FK VP Frýdek-Místek (II)                       |
| xx.xx.1999 | TJ Keramika Chlumčany (IV)      | 3:2             | 1. FC Pilsen (IV)                              |
| xx.xx.1999 | FC Slušovice (IV)               | 0:2             | FC Svit Zlín (II)                              |
| xx.xx.1999 | TJ Dolní Němčí (IV)             | 0:1             | SK Baník Ratíškovice (II)                      |
| xx.xx.1999 | SK Roudnice nad Labem (IV)      | 3:2             | SK Rakovník (IV)                               |
| xx.xx.1999 | FK Litoměřice (IV)              | 2:3             | TJ Slovan Varnsdorf (III)                      |
| xx.xx.1999 | SK Klatovy 1898 (IV)            | 0:5             | FC Viktoria Pilsen (II)                        |
| xx.xx.1999 | PFC Český Dub (IV)              | 1:0             | FK Trutnov (IV)                                |
| xx.xx.1999 | FK Meteor Louny (IV)            | 4:1             | SK Kladno (IV)                                 |
| xx.xx.1999 | FK Tatran Kadaň (IV)            | 4:2             | TJ Karlovy Vary-Dvory (III)                    |
| xx.xx.1999 | FK Chemopetrol Litvínov (IV)    | 0:8             | VT Chomutov (III)                              |
| xx.xx.1999 | SK Bělá pod Bezdězem (IV)       | 3:1             | 1. FC Česka Lípa (IV)                          |
| xx.xx.1999 | FK Kaučuk Kralupy (IV)          | 0:3             | FK Mladá Boleslav (II)                         |
| xx.xx.1999 | FK Mogul Kolín (III)            | 0:1             | SC Xaverov Horní Počernice (II)                |
| xx.xx.1999 | Spartak MAS Sezimovo Ústí (V)   | 1:9             | FK Jiskra Třeboň (III)                         |
| xx.xx.1999 | FC Slovan Pardubice (IV)        | 6:1             | AFK Chrudim (III)                              |
| xx.xx.1999 | SK Semily (IV)                  | 1:0             | AFK Atlantic Lázně Bohdaneč (II)               |
| xx.xx.1999 | FK Agria Choceň (IV)            | 1:1 (2:4 i. E.) | Spartak Rychnov nad Kněžnou (IV)               |
| xx.xx.1999 | FC Zenit Čáslav (IV)            | 2:0             | AFK Sokol Semice (III)                         |
| xx.xx.1999 | FC Olympia Hradec Královéc (IV) | 2:4             | FK OEZ Letohrad (IV)                           |
| xx.xx.1999 | TJ Svitavy (IV)                 | 4:3             | SK LeRK Prostějov (II)                         |
| xx.xx.1999 | SK Strakonice 1908 (IV)         | 2:1             | TJ Tatran Prachatice (II)                      |
| xx.xx.1999 | SK VELA Uhelné sklady Prag (IV) | 1:1 (2:4 i. E.) | TJ Spolana Neratovice (II)                     |
| xx.xx.1999 | SK Aritma Prag (IV)             | 2:1             | FK Admira-Slavoj Prag (III)                    |
| xx.xx.1999 | FC Patenidis Motorlet Prag (IV) | 0:1             | SK Smíchov (IV)                                |
| xx.xx.1999 | FC Střížkov Praha 9 (III)       | 3:0             | TJ Sokol Milin (III)                           |
| xx.xx.1999 | SK Viktoria Sibřina (IV)        | 3:3 (3:5 i. E.) | SK Čelákovice (IV)                             |
| xx.xx.1999 | TJ ČZU Prag (IV)                | 2:0             | FC Sparta Krč Prag (III)                       |
| xx.xx.1999 | TJ Lokomotiva Petrovice (V)     | 2:1             | FC Karviná (II)                                |
| xx.xx.1999 | FK ARTEP Město Albrechtice (IV) | 0:4             | FC MSA Dolní Benešov (III)                     |
| xx.xx.1999 | TJ Jiskra Rýmařov (IV)          | 0:1             | FK UNEX Uničov (III)                           |
| xx.xx.1999 | FK Stomix Žulová (VI)           | 1:6             | FK Holice 1932 (III)                           |
| xx.xx.1999 | FC Slavoj Bruntál (IV)          | 0:4             | FC Vítkovice (II)                              |
| xx.xx.1999 | TJ Biocel Vratimov (III)        | 1:0             | FC NH Ostrava (II)                             |
| xx.xx.1999 | TJ Valašské Meziříčí (IV)       | 0:0 (3:4 i. E.) | Dukla Sekopt Hranice (III)                     |
| xx.xx.1999 | SK Dětmarovice (IV)             | 1:1 (3:2 i. E.) | SK Železárny Třinec (II)                       |
| xx.xx.1999 | 1. FC SYNOT (II)                | 2:1             | FC SYNOT Slovácká Slavia Uherské Hradiště (IV) |
| xx.xx.1999 | TJ Slovan Břeclav (IV)          | 2:1             | SK Tatran Poštorná (II)                        |
| xx.xx.1999 | FC TVD Slavičín (IV)            | 0:4             | FC Elseremo Brumov (III)                       |
| xx.xx.1999 | SK Hanácká Slavia Kroměříž (IV) | 0:4             | 1. FC Polešovice (IV)                          |
| xx.xx.1999 | FK Chropyně (IV)                | 3:1             | TJ FS Napajedla (IV)                           |
| xx.xx.1999 | FCS Mysločovice (IV)            | 1:2             | FK Kunovice (III)                              |
| xx.xx.1999 | TJ BOPO Třebíč (IV)             | 0:5             | FC PSJ Jihlava (III)                           |
| xx.xx.1999 | Fotbal Znojmo (IV)              | 1:5             | FC Roubina Dolní Kounice (III)                 |
| xx.xx.1999 | FC Dosta Bystrc-Kníničky (IV)   | 0:1             | FC Zeman Brünn (III)                           |
| xx.xx.1999 | SK Slavkov u Brna (IV)          | 1:2             | FC VMG Kyjov (III)                             |
| xx.xx.1999 | SK Hranice (III)                | 3:0             | HFK Přerov (III)                               |

## 2. Runde

### Teilnehmende Mannschaften
| Gambrinus Liga 1999/2000 16 Erstligisten | Sieger der 1. Runde 48 Mannschaften | Sieger der 1. Runde 48 Mannschaften | Sieger der 1. Runde 48 Mannschaften |
| AC Sparta Prag SK Slavia Prag CU Bohemians Prag SK České Budweis FK Dukla Příbram FK Chmel Blšany FC Boby-sport Brünn FK Jablonec 97 SK Hradec Králové Baník Ostrava FC Petra Drnovice Slovan Liberec SK Sigma Olmütz SFC Opava FK Teplice FK Viktoria Žižkov | FK VP Frýdek-Místek (II) SC Xaverov Horní Počernice (II) FC MUS Most (II) FK Mladá Boleslav (II) TJ Spolana Neratovice (II) FC Viktoria Pilsen (II) SK Baník Ratíškovice (II) 1. FC SYNOT (II) FC Vítkovice (II) FC Svit Zlín (II) FC Elseremo Brumov (III) FC Zeman Brünn (II) VT Chomutov (III) FC MSA Dolní Benešov (III) FK Holice 1932 (III) SK Hranice (III) | SK Bělá pod Bezdězem (IV) TJ Slovan Břeclav (IV) FC Zenit Čáslav (IV) SK Čelákovice (IV) TJ Keramika Chlumčany (IV) FK Chropyně (IV) Dukla Sekopt Hranice (III) FC PSJ Jihlava (III) FC Roubina Dolní Kounice (III) FK Kunovice (III) FC VMG Kyjov (III) FC Střížkov Praha 9 (III) FK Jiskra Třeboň (III) FK UNEX Uničov (III) TJ Slovan Varnsdorf (III) TJ Biocel Vratimov (III) | SK Dětmarovice (IV) PFC Český Dub (IV) FK Tatran Kadaň (IV) FK OEZ Letohrad (IV) FK Meteor Louny (IV) FC Slovan Pardubice (IV) SK Aritma Prag (IV) TJ ČZU Prag (IV) 1. FC Polešovice (IV) SK Roudnice nad Labem (IV) Spartak Rychnov nad Kněžnou (IV) SK Semily (IV) SK Smíchov (IV) SK Strakonice 1908 (IV) TJ Svitavy (IV) TJ Lokomotiva Petrovice (V) |
| Ligaebene in Klammern: II = FNL • III = ČFL bzw. MSFL • IV = Divize • V = Krajský přebor | | | |

### Begegnungen der 2. Runde
| Datum      |                                | Ergebnis        |                                  |
| ---------- | ------------------------------ | --------------- | -------------------------------- |
| xx.xx.1999 | SK Roudnice nad Labem (IV)     | 0:8             | AC Sparta Prag (I)               |
| xx.xx.1999 | FK Jiskra Třeboň (III)         | 3:1             | SK České Budweis (I)             |
| xx.xx.1999 | FK VP Frýdek-Místek (II)       | 0:0 (1:4 i. E.) | SFC Opava (I)                    |
| xx.xx.1999 | PFC Český Dub (IV)             | 1:3             | FK Jablonec 97 (I)               |
| xx.xx.1999 | SK Hranice (III)               | 3:3 (2:4 i. E.) | FC Vítkovice (II)                |
| xx.xx.1999 | FC Elseremo Brumov (III)       | 0:1             | SK Baník Ratíškovice (II)        |
| xx.xx.1999 | FK Tatran Kadaň (IV)           | 1:0             | FK Teplice (I)                   |
| xx.xx.1999 | VT Chomutov (III)              | 0:2             | SK Slavia Prag (I)               |
| xx.xx.1999 | Dukla Sekopt Hranice (III)     | 3:3 (1:4 i. E.) | Baník Ostrava (I)                |
| xx.xx.1999 | TJ Slovan Břeclav (IV)         | 1:7             | FC Boby-sport Brünn (I)          |
| xx.xx.1999 | SK Smíchov (IV)                | 1:4             | CU Bohemians Prag (I)            |
| xx.xx.1999 | FC Slovan Pardubice (IV)       | 1:6             | SK Hradec Králové (I)            |
| xx.xx.1999 | TJ Keramika Chlumčany (IV)     | 1:2             | FK Chmel Blšany (I)              |
| xx.xx.1999 | TJ Slovan Varnsdorf (III)      | 0:2             | Slovan Liberec (I)               |
| xx.xx.1999 | SK Strakonice 1908 (IV)        | 1:3             | FK Dukla Příbram (I)             |
| xx.xx.1999 | FK UNEX Uničov (III)           | 0:2             | SK Sigma Olmütz (I)              |
| xx.xx.1999 | FK Chropyně (IV)               | 0:8             | FC Petra Drnovice (I)            |
| xx.xx.1999 | TJ Spolana Neratovice (II)     | 0:2             | FK Viktoria Žižkov (I)           |
| xx.xx.1999 | SK Bělá pod Bezdězem (IV)      | 1:9             | FC MUS Most (II)                 |
| xx.xx.1999 | Aritma Prag (IV)               | 1:6             | SC Xaverov Horní Počernice (II)  |
| xx.xx.1999 | TJ ČZU Prag (IV)               | 0:3             | FC Viktoria Pilsen (II)          |
| xx.xx.1999 | TJ Lokomotiva Petrovice (V)    | 0:2             | SK Dětmarovice (IV)              |
| xx.xx.1999 | FK Meteor Louny (IV)           | 1:4             | FC Střížkov Praha (III)          |
| xx.xx.1999 | FC MSA Dolní Benešov (III)     | 2:1             | TJ Biocel Vratimov (III)         |
| xx.xx.1999 | SK Čelákovice (IV)             | 0:0 (5:4 i. E.) | FK Mladá Boleslav (II)           |
| xx.xx.1999 | SK Semily (IV)                 | 1:1 (5:4 i. E.) | FK OEZ Letohrad (IV)             |
| xx.xx.1999 | 1. FC SYNOT (II)               | 1:3             | FC Svit Zlín (II)                |
| xx.xx.1999 | FC Roubina Dolní Kounice (III) | 2:1             | FC VMG Kyjov (III)               |
| xx.xx.1999 | TJ Svitavy (IV)                | 1:1 (4:5 i. E.) | FK Holice 1932 (III)             |
| xx.xx.1999 | FC Zeman Brünn (III)           | 1:4 (7:6 i. E.) | FC PSJ Jihlava (III)             |
| xx.xx.1999 | 1. FC Polešovice (IV)          | 0:3             | FK Kunovice (III)                |
| xx.xx.1999 | FC Zenit Čáslav (IV)           | 1:4             | Spartak Rychnov nad Kněžnou (IV) |

## 3. Runde
Teilnehmer: Die 32 Sieger der 2. Runde
| Datum      |                                  | Ergebnis        |                           |
| ---------- | -------------------------------- | --------------- | ------------------------- |
| 01.09.1999 | SK Čelákovice (IV)               | 1:1 (6:5 i. E.) | FK Dukla Příbram (I)      |
| 12.10.1999 | SK Baník Ratíškovice (II)        | 1:0             | FC Petra Drnovice (I)     |
| 12.10.1999 | FC Střížkov Praha 9 (III)        | 1:2             | AC Sparta Prag (I)        |
| 12.10.1999 | Spartak Rychnov nad Kněžnou (IV) | 1:2             | FK Viktoria Žižkov (I)    |
| 12.10.1999 | FC Roubina Dolní Kounice (III)   | 1:3             | Slovan Liberec (I)        |
| 12.10.1999 | FK Holice 1932 (III)             | 1:3             | SFC Opava (I)             |
| 12.10.1999 | SK Dětmarovice (IV)              | 0:4             | SK Sigma Olmütz (I)       |
| 13.10.1999 | FC Svit Zlín (II)                | 4:2             | Baník Ostrava (I)         |
| 13.10.1999 | FC Vítkovice (II)                | 2:2 (2:0 i. E.) | CU Bohemians Prag (I)     |
| 13.10.1999 | FC Zeman Brünn (III)             | 0:3             | SK Slavia Prag (I)        |
| 13.10.1999 | SC Xaverov Horní Počernice (II)  | 0:1             | FK Chmel Blšany (I)       |
| 13.10.1999 | FC MUS Most (II)                 | 1:1 (2:3 i. E.) | FK Jablonec 97 (I)        |
| 13.10.1999 | FK Tatran Kadaň (IV)             | 0:3             | FC MSA Dolní Benešov (II) |
| 13.10.1999 | FK Kunovice (III)                | 1:4             | FC Boby-sport Brünn (I)   |
| 13.10.1999 | FK Jiskra Třeboň (III)           | 1:4             | FC Viktoria Pilsen (II)   |
| 20.10.1999 | SK Semily (IV)                   | 1:3             | SK Hradec Králové (I)     |

## Achtelfinale
| Datum      |                            | Ergebnis        |                         |
| ---------- | -------------------------- | --------------- | ----------------------- |
| 03.11.1999 | SK Baník Ratíškovice (II)  | 1:0             | FK Chmel Blšany (I)     |
| 13.11.1999 | Slovan Liberec (I)         | 3:1             | FC Boby-sport Brünn (I) |
| 14.11.1999 | FC Svit Zlín (II)          | 0:2             | FK Jablonec 97 (I)      |
| 14.11.1999 | Slovan Liberec (I)         | 1:0             | SFC Opava (I)           |
| 14.11.1999 | FC MSA Dolní Benešov (III) | 1:1 (1:3 i. E.) | FC Vítkovice (II)       |
| 16.11.1999 | SK Hradec Králové (I)      | 0:0 (3:5 i. E.) | FK Viktoria Žižkov (I)  |
| 13.02.2000 | SK Čelákovice (IV)         | 0:4             | SK Slavia Prag (I)      |
| 14.02.2000 | FC Viktoria Pilsen (II)    | 1:0             | AC Sparta Prag (I)      |

## Viertelfinale
| Datum      |                         | Ergebnis        |                           |
| ---------- | ----------------------- | --------------- | ------------------------- |
| 12.04.2000 | FC Viktoria Pilsen (II) | 1:2             | SK Baník Ratíškovice (II) |
| 12.04.2000 | SK Sigma Olmütz (I)     | 2:1 n. V.       | FK Viktoria Žižkov (I)    |
| 12.04.2000 | FC Vítkovice (II)       | 0:0 (3:2 i. E.) | FK Jablonec 97 (I)        |
| 12.04.2000 | Slovan Liberec (I)      | 2:0             | AC Sparta Prag (I)        |

## Halbfinale
| Datum      |                           | Ergebnis |                     |
| ---------- | ------------------------- | -------- | ------------------- |
| 02.05.2000 | SK Baník Ratíškovice (II) | 3:0      | FC Vítkovice (II)   |
| 03.05.2000 | Slovan Liberec (I)        | 2:0      | SK Sigma Olmütz (I) |

## Finale
| Paarung              | SK Baník Ratíškovice – Slovan Liberec |
| Ergebnis             | 1:2 (0:1) |
| Datum                | 10. Mai 2000 um 16:30 Uhr |
| Stadion              | Stadion Evžena Rošického, Prag |
| Zuschauer            | 4.270 |
| Schiedsrichter       | Miroslav Liba |
| Tore                 | 0:1 Leandro Lázzaro (24.); 0:2 Leandro Lázzaro; 1:2 Richard Hrotek |
| SK Baník Ratíškovice | Pavel Barcuch – Martin Švestka, Karel Kulyk, Rene Babicek, Richard Hrotek – Miroslav Kaloč, Pavel Svoboda, Miroslav Oršula, Luděk Urbánek, Michal Šuráň – Petr Zemánek Cheftrainer: Vlastimil Palička                                                        |
| Slovan Liberec       | Antonín Kinský – Martin Jiránek, Petr Johana, Roman Jůn – Josef Lexa, Pavel Capek (90. Bohuslav Pilný), Tomáš Janů, Rastislav Michalík (96. Vladimir Kožuch), Robert Neumann – Jiří Štajner (46. Milan Bakeš), Leandro Lázzaro Cheftrainer: Ladislav Škorpil |